# Michel Berthommier
Pour les articles homonymes, voir Berthommier.
Michel Berthommier est un footballeur français, né le 10 novembre 1953 à Paray-le-Monial.
Il évolue toute sa carrière au poste de défenseur à Gueugnon, il est également international amateur avec sept sélections (six aux Jeux Méditerranéens d'Alger en 1975, et une contre l'Autriche en octobre 1975).

## Biographie
Formé à Gueugnon, ancien international amateur (1975), il effectue toute sa carrière de joueur au FC Gueugnon, depuis les jeunes en 1963 jusqu’à la deuxième division de 1973 à 1986. Il dispute un total de 351 matchs en D2, pour 10 buts marqués.
Après sa carrière de joueur, il devient titulaire du BEES 1, et fonde le club amateur de District AS Marly Oudry, avec son frère Jean Claude Berthommier. Il participe au développement du club jusqu’en 1992. Il devient ensuite entraîneur de Palinges (Promotion de Ligue), puis du Club du Magny (Promotion de Ligue à Montceau les Mines). Il poursuit ensuite comme adjoint au Club de Digoin FCA, et termine en 2005 au Club de l’US Bourbon Lancy.
En parallèle et depuis 1990, il anime et préside l’Amicale des Anciens Joueurs du FC Gueugnon, association particulièrement active du fait de la proximité de nombreux anciens joueurs de D2 restés dans la Région gueugnonnaise, de par leur appartenance à la grande usine d'Inox, Les Forges de Gueugnon qui parrainait le Club et permettait aux joueurs de continuer une carrière post-football.
En 2010, il crée le site Internet "Glorieux FCG" avec son pote et historien du Club, Michel Chaussin, Site qui reprend et développe l’histoire du Club depuis sa création en 1940, Saison après saison, Gotha des joueurs, Photothèque, etc.
De retour au FC Gueugnon en 2011, il participe à la relance du Club Gueugnonnais, à la suite de la cessation de paiement déclarée par le clan en place en avril 2011. Le FCG repartira en Honneur de Bourgogne avec le même statut et conserve son palmarès.

## Carrière
- Joueur (1963-1986) FC Gueugnon

- Entraîneur (1985-2005) Marly-Oudry (création), Palinges, Le Magny, Digoin, Bourbon, FC Gueugnon

## Palmarès
- Finaliste des Jeux méditerranéens d'Alger en 1975 contre l'Algérie (2-3 AP)
- Barragiste accession D1 en 1976
- Champion de France de D2 en 1979